# 郭汜
郭 汜（かく し、? - 197年）は、中国後漢末期の武将、政治家。郭阿多との記述もあり、幼名か字が阿多である。郭多とも言われることがある。

## 経歴
牛輔の部曲として史書に記述がある。董卓が洛陽を放棄すると東方諸侯に備える一角を担い、李傕らと共に中牟で朱儁を破った。
192年、董卓が王允らによって暗殺された際には李傕・郭汜らは東方にいたが、賈詡の進言を容れて董卓の報復に乗り出し、諸軍を集めて長安を奪回した。
裴松之が三国志の注に引く『英雄記』によると、この攻防戦の際に郭汜は呂布に一騎討ちを挑まれたため応じたが、敵わず敗れたとされている。
献帝を擁して王允を殺すと後将軍の地位に昇り、李傕・樊稠らと朝廷を支配した。この専横の間、兵を放って城邑を略奪させたため、三輔の民衆は飢餓に陥り「二年の間、お互いに尽く食らいあった」といわれる。（三国志董卓伝）
194年、馬騰が李傕に私的な交際を求めたが断られたため、韓遂らと結託し長安を攻撃してきた。郭汜は樊稠と共に出撃し、馬騰軍一万あまりを斬った。さらに、馬騰に協力していた羌族も撃破している。
同僚で幼馴染の李傕とは酒宴を開いたり、お互いの陣営に宿泊する仲であった。しかし後に、李傕が郭汜に妾を与えているのではないかと疑った妻に謀られ対立し、抗争を繰り広げるようになった。この2人が争っているのを見て、張済は2人の争いを仲裁し、献帝を洛陽に送ることとなった。だが、郭汜は献帝の護衛中に変心し官軍に対して攻撃を仕掛けた。さらに李傕・張済を巻き込んで官軍を壊滅状態に追い込んだが、献帝を捕らえることが出来なかった。
その後、郭汜は衰退し、197年に曹操が派遣した謁者僕射の裴茂に長安を追われ、部下の伍習に裏切られて郿で殺された。その首は曹操の元へ送られた。

### エピソード
郭汜は剛勇の士であり、董承の述懐によると、李傕との抗争では「兵数百で以って、李傕軍数万を破った」という。（先主伝注「献帝起居注」）

## 三国志演義
小説『三国志演義』では献帝が自力で脱出したため、李傕・郭汜は献帝を追いかけて曹操軍に惨敗したということにされている。

## 配下
| - 夏育 - 高碩 - 伍習 | - 張苞 - 張龍 - 楊密 |

『三国志演義』でのみの配下
- 崔勇